# Extra : Allan, Britney et le Vaisseau spatial
Pour plus de détails, voir Fiche technique et Distribution.
Extra : Allan, Britney et le Vaisseau spatial est un film d'animation danois réalisé par Amalie Næsby Fick et sorti en 2022.

## Synopsis
Allan est un petit garçon qui ne trouve personne avec qui jouer dans son nouveau quartier. Une nuit, alors que la foudre s’abat sur l’antenne de son immeuble, il voit un objet lumineux non identifié s’écraser sur le terrain de foot voisin. Allan découvre alors Britney, une petite extraterrestre… Comment l’aider à réparer son vaisseau spatial ? Comment la cacher des vieux voisins grincheux ? C’est le début d’une aventure extra !

## Fiche technique
- Titre original : Lille Allan - Den menneskelige antenne
- Réalisation : Amalie Næsby Fick
- Scénario : Amalie Næsby Fick et Thomas Porsager, d'après l’œuvr de Peter Frödin et Line Knutzon
- Musique : Andreas Arenholt Bindslev
- Photographie :
- Montage : Henrik Bech et Anders Skov
- Animation : Stine Marie Buhl
- Production : Trine Heidegaard et Thomas Heinesen
  - Producteur executif : Morten Stahlhut
  - Producteur délégué : Henrik Zein
- Sociétés de production : Nordisk Film et Pop Up Production
- Société de distribution : KMBO
- Pays de production :  Danemark
- Langue originale : danois
- Format : couleur — 2,35:1
- Genre : Animation
- Durée : 85 minutes
- Dates de sortie :
  - Danemark : 21 juillet 2022
  - France : 19 octobre 2022

## Distribution

### Voix originales
- Louis Næss-Schmidt : Allan
- Sofie Torp : Majken
- Jesper Christensen : Helge
- Bodil Jørgensen : Frk. Pind
- Peter Frödin : Kirsten
- Anders W. Berthelsen : le père d'Allan
- Sara Fanta Traore : la mère d'Allan
- Nicolaj Kopernikus : Bjarne

### Voix françaises
- Achille Dubois : Allan
- Sophie Pyronnet : Britney
- Benoit Van Dorslaer : Georges
- Jean-Michel Volk : Patrick
- Nathalie Stas : Eva
- Simon Duprez : le père d'Allan
- Alexandra Correa : la mère d'Allan